# Ariasso

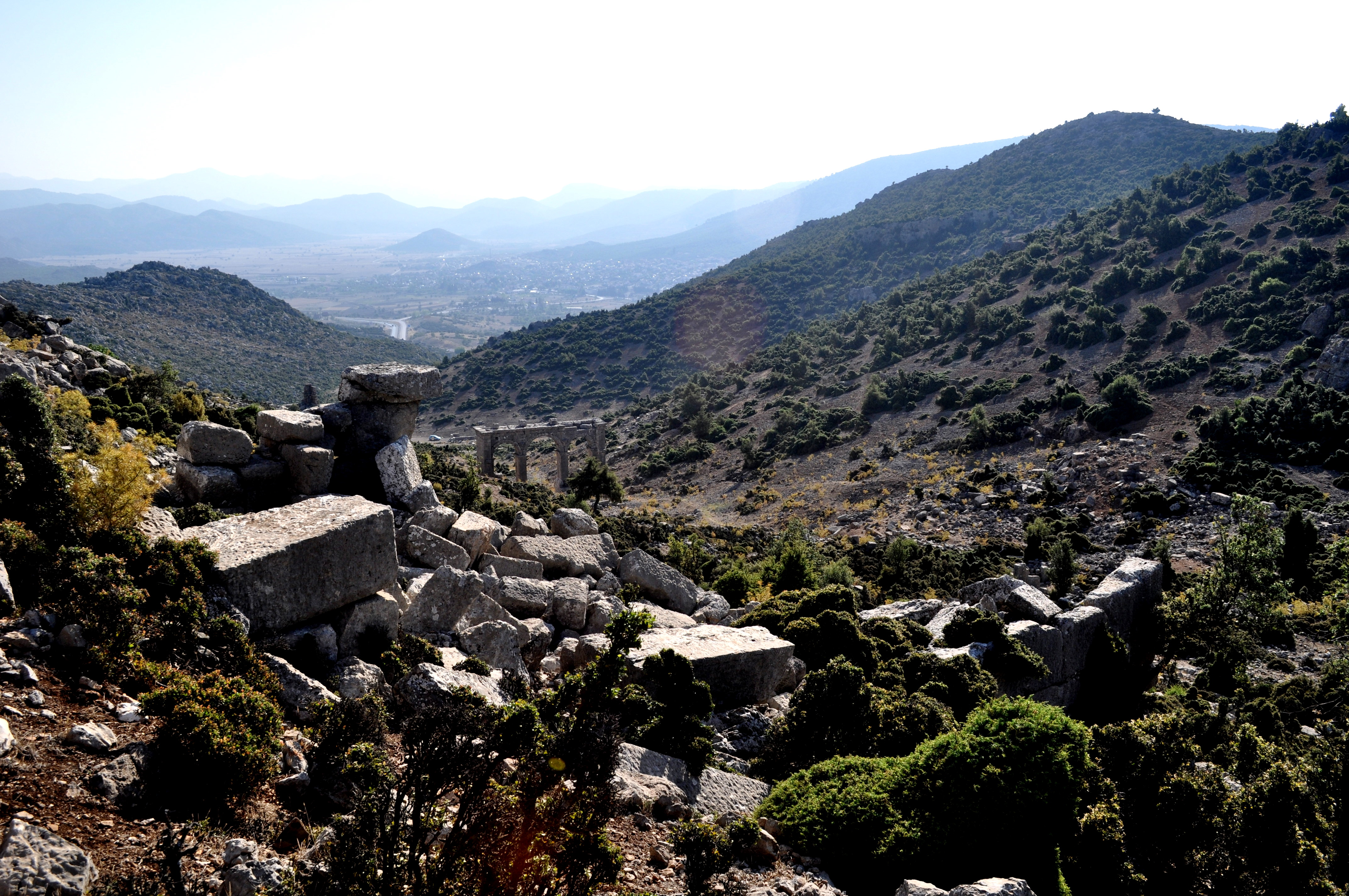
Veduta panoramica con la porta monumentale a tre fornici

Ariasso (in greco Άριασσός?, Ariassos) è stata una città antica della Pisidia, in Asia Minore di origine ellenistica e vissuta almeno fino al VII secolo.
Si trova a circa 50 km nell'interno rispetto alla moderna città di Antalya (in antico Attaleia), sulle pendici del Tauro, ad un'altitudine tra i 910 e i 1 060 m s.l.m..

## Storia
La città venne fondata in età ellenistica nel III secolo a.C.
Strabone cita Artemidoro di Efeso, che (intorno al 100 a.C.) la menziona come Aarassos. Nel II secolo d.C. è ancora citata dal geografo Tolomeo e compare nella lista delle diocesi cristiane nella Notitia Episcopatuum.
Fece parte inizialmente dell'impero seleucide, ma nel 189 a.C., in seguito alla pace di Apamea, passò al regno di Pergamo, che a sua volta nel 133 a.C. passò in eredità allo stato romano. In epoca augustea e nel periodo tra Antonino Pio (138-161) e Gallieno (253-268) fece parte della provincia romana della Galatia. Dopo la riforma dioclezianea fece parte della provincia di Pamphylia secunda, con capitale Perge.
Fu sede vescovile fino al XII secolo (Diocesis Ariassensis) e si conoscono i nomi di tre vescovi:
- Pammenio (partecipò al primo concilio di Costantinopoli nel 381);
- Teofilo (partecipò al concilio di Calcedonia nel 451);
- Giovanni (firmò una lettera di vescovi indirizzata all'imperatore d'Oriente Leone I il Trace nel 458).

Le rovine furono visitate alla fine dell'Ottocento dai viaggiatori William Mitchell Ramsay, Karol Lanckoroński e George Niemann, che l'identificarono erroneamente con la città di Cretopolis, mentre furono correttamente attribuite ad Ariassos da Victor Bérard, grazie alla scoperta di un'iscrizione. Altri studi sul sito furono in seguito condotti da Hans Rott, Renato Paribeni e Pietro Romanelli.
Nel 1988 sono state avviate nuove indagini sul sito nell'ambito di un programma internazionale di ricerca (Pisidia Survey Project), sotto la direzione di Stephen Mitchell della Swansea University del Regno Unito. È stata redatta una pianta della città e sono stati individuati i resti dei più importanti edifici, di diverse necropoli e di tre strade romane. È stato in seguito identificato il percorso delle mura e sono stati scoperti i resti di due basiliche cristiane nella parte bassa della città.

## Descrizione
La città occupava una valle in senso nord-est/sud-ovest ed aveva una cinta di mura, ricostruite in epoca romana sulle fondazioni di quelle ellenistiche. Una strada la collegava con Termessos.
Le pendici articolate in terrazze verso nord-ovest ospitano edifici di abitazione di epoca ellenistica e romana e il centro civico di età ellenistica
Di questo si conservano un'agorà con portici con bouleuterion (tardo II o I secolo a.C., pritaneo e un piccolo tempio su podio, aggiunto in epoca imperiale.
Sul fondo della valle si trovano gli edifici pubblici di epoca romana: un teatro romano, un complesso di terme e ginnasio a sud-ovest, con numerose fasi costruttive, una porta monumentale a tre fornici a nord-est (datata in epoca adrianea o nel III secolo). La via principale parte da questa porta e arriva alle terme.
Un acquedotto romano captava le acque a circa tre km a sud della città (in corrispondenza del moderno villaggio di Akkoç) e le convogliava in un sistema di cisterne, che alimentavano un ninfeo e il vicino stabilimento termale.
Nelle necropoli ad est, sud e sud-ovest della città si trovano diverse tombe monumentali di epoca romana (probabilmente del II secolo). A queste tombe si aggiungono sarcofagi, spesso nel duro calcare locale e con semplice decorazione di scudi, o tombe a cassetta scavate nella roccia con coperchi.

## Iscrizioni
Sono state rinvenute 25 iscrizioni, circa un terzo delle quali riguardano le competizioni (themides) che si svolgevano nel ginnasio presso le terme e sono prevalentemente del III secolo.
Una grande base per una statua equestre dedicata a Caracalla, e attribuibile al periodo 211-217, è datata nel testo all'anno 402 dell'era cittadina, che partiva dunque dall'anno 191-185 a.C. (probabilmente in corrispondenza della pace di Apamea).